# الطفیلة
الطفیلة (به عربی: مدینة الطفیلة) یک شهر در اردن است که در استان طفیله واقع شده‌است.

## خصوصیات
الطفیلة ۱۸٫۵۱۸ کیلومترمربع مساحت و ۳۸٬۴۲۸ نفر جمعیت دارد و ۹۴۰ متر بالاتر از سطح دریا واقع شده‌است.